# 어드미션
《어드미션》(영어: Admission)은 2013년 공개된 미국의 로맨틱 코미디 드라마 영화이다.

## 출연
- 티나 페이
- 폴 러드
- 마이클 신
- 릴리 톰린
- 월리스 숀
- 냇 울프
- 글로리아 루번
- 크리스토퍼 에번 웰치
- 소니아 월거
- 댄 레비

## 기타 제작진
- 미술: 세라 놀스
- 세트: 수전 펄먼
- 의상: 오드 브론슨하워드